# University of Hawaiʻi System
Das University of Hawaiʻi System (auch UH genannt) ist ein Verbund staatlicher Universitäten sowie anderer höherer Lehr- und Forschungsanstalten in dem US-Bundesstaat Hawaiʻi. Er besteht seit 1907. Alle Einrichtungen  des University of Hawaiʻi Verbunds sind von der Western Association of Schools and Colleges akkreditiert. Die Hauptverwaltung des UH-Systems befindet sich auf dem Gelände der University of Hawaiʻi at Mānoa in Honolulu CDP.

## Geschichte
1907 wurde ein Land-grant College of Agriculture and Mechanical Arts gegründet und hielt 1907 ihren ersten Unterricht ab. Im Jahr 1912 zog es an seinen heutigen Standort im Mānoa Valley und wurde in College of Hawaii umbenannt. Im Jahr 1919 erhielt das College den Status einer Universität und wurde in University of Hawaii umbenannt.
1965 schuf die Legislative des Bundesstaates ein System von Community Colleges und gliederte es in die University of Hawaii ein. Die ursprüngliche Universität wurde 1972 in University of Hawai'i at Mānoa umbenannt, um sie von den anderen Standorten des University of Hawaiʻi Systems zu unterscheiden.
Aktuell studieren an den Einrichtungen der UH 49.773 Studenten.

## Universitäten
- University of Hawaiʻi at Mānoa
- University of Hawaiʻi at Hilo (seit 1970)
- University of Hawaiʻi-West Oʻahu  (seit 1976)

## Community Colleges
- Hawaiʻi Community College
- Honolulu Community College
- Kapiʻolani Community College
- Kauaʻi Community College
- Leeward Community College
- Maui Community College
- Windward Community College

## Forschungseinrichtungen
- East-West Center
- Institute for Astronomy
- Lyon Arboretum
- Mauna Kea Observatorium
- Waikīkī Aquarium

## University Centers
- University of Hawaiʻi Center West Hawaiʻi
- University of Hawaiʻi Center Kauaʻi
- University of Hawaiʻi Center Maui

## Education Centers
- Molokaʻi Education Center
- Lanaʻi Education Center
- Hana Education Center
- Waiʻanae Education Center